# 黃巾之亂
黄巾之亂，又稱黄巾起义、黃巾民變，是中国歷史上東漢灵帝時的大规模民變，也是中國歷史上大規模以宗教形式（太平道）組織的起義之一，開始於汉灵帝光和七年（184年），由張角、张宝、张梁等人領導，对东汉朝廷的统治产生了巨大冲击。漢末三國時期一干著名諸侯群雄幾乎全部都有直接、間接參與討伐黃巾軍。同時，此戰亦造成各地諸侯擁兵自重，割據一方，間接促成漢朝滅亡與三國時代的開始。

## 背景

### 统治腐朽
东汉中期以后，社会矛盾开始大量显示出来。朝廷上宦戚专权，政治黑暗，官吏贪残，横征暴敛，敲诈勒索。经济上随着豪强地主势力不断壮大，土地兼并盛行，使大批农民失掉土地，或流离失所，人民负担沉重，苦难日深，社会生产遭到严重破坏。
到了桓灵时期，羌亂導致国家财政逐渐枯竭，为了维持朝廷的运转和财政开支不得不经常减百官俸禄，借王侯租税，以应付军国急需；桓帝时期还一度公开地卖官鬻爵，大肆聚敛。到了灵帝时期，更变本加厉，拼命搜刮。他公布卖官的价格，二千石二千万，四百石四百万。甚至不同的对象也可以有不同的议价。官吏一到任，就尽量搜刮民众。政府为了多卖官，就经常调换官吏，甚至一个地方官，一个月内就调换几个人。为了刮钱，灵帝还规定，郡国向大司农、少府上交各种租税贡献时，都要先抽一分交入宫中，谓之「导行钱」。又在西园造万金堂，调发司农金帛充积其中，作为他的私藏。他还把钱寄存在小黄门、中常侍那里，各有数千万。加上這時期士大夫和貴族兩方同宦官方權鬥，形成黨錮之禍，清官被朝廷或宦官方加害或被禁锢，宦官更加為所欲為，残害百姓，因而常時激起民变。
东汉后期的七八十年间，各州刺史部检察区所辖的郡县的小规模的民變此起彼伏。这些民變虽然都被镇压下去，但問題並沒有解決。当时有一首民谣说：“髮如韭，剪复生；头如鸡，割复鸣。吏不必可畏，小民从来不可轻。”

### 太平道之創立和传播
与此同时，張角、張梁、張寶三兄弟於冀州魏郡（今河北邯鄲），用法術、咒語到處為人醫病。据说，許多生病的百姓喝下他的符水後，都不藥而癒，張角被百姓奉為活神仙，張角又派出八使到外傳教。因此，追隨的信徒愈來愈多，甚至高達數十萬人，遍及青、徐、幽、冀、荊、揚、兗、豫八州刺史部监查区所辖郡县，幾乎佔了當時全國的三分之二。
張角在民間活動十多年，有三、四十萬人加入，張角見信徒漸多，便創建了「黃天太平」，又稱「太平道」，管理信徒，自稱「大賢良師」，他把勢力範圍分三十六區，稱為「方」，大方一萬多人，小方六七千人，每方推一個領袖，全由張角控制，反抗漢室之聲日盛。信眾中不乏豪強、官員、宦官等。虽有司徒杨赐等官员上表朝廷，要求捕杀太平道首领，驱散教民，但漢廷並未引起警觉，未尝壓制。
太平道是中國最早的道教組織之一。張角知道當時人民仇恨官府，便借治病傳教，秘密造反。

## 過程

### 黃巾之亂
|                  | 苍天已死，黄天当立，岁在甲子，天下大吉 |
| ——黄巾起义军口号 |                                        |

汉灵帝光和七年甲子年（184年），張角相約信眾在三月五日（4月3日）以「蒼天已死，黃天當立，歲在甲子，天下大吉」為口號興兵反漢；「蒼天」是指東漢，「黃天」指的就是黃巾軍，而且根據五德終始說的推測，漢為火德，火生土，而土為黃色，所以眾信徒都头綁黃巾為記號，象徵要取代腐败的后漢王朝。張角一面派人在政府機關門上寫上「甲子」二字為記認，另一方面派馬元義到荊州、揚州召集數萬人到鄴準備，又數次到洛陽聯合宦官封胥、徐奉，想要裡應外合。
在起事前一個月，張角的門徒、濟南人唐周向官府告發，供出洛邑的內應馬元義，馬元義被車裂，官兵大力逮殺信奉太平道信徒，誅連千餘人，並且下令冀州追捕張角。由於事出突然，張角被迫提前一個月在二月（3月4日）發難，因為变民頭綁黄巾，所以被朝廷稱為「黃巾」或「蛾賊」、「蟻賊」，張角自稱「天公將軍」，張寶為「地公將軍」、張梁為「人公將軍」在北方冀州一帶起事。一個月內，全國七州二十八郡都有農民起義，黃巾軍勢如破竹，“殊不畏死，父兄殲殪，子弟群起”，州郡失守、吏士逃亡，震動京都。

### 漢室部署

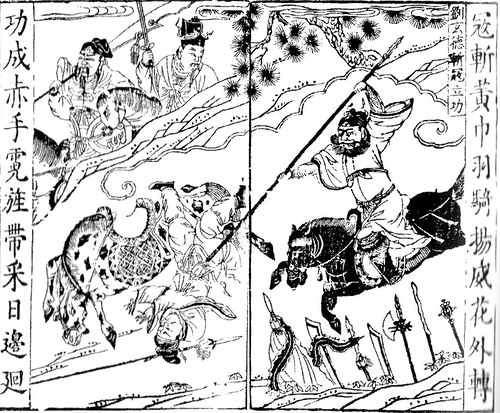
劉備關羽張飛參與平定黃巾之亂

漢靈帝於三月戊申日（184年4月1日）拜何進為大將軍，率左右羽林軍五營士屯於都亭，整點武器，鎮卫京師；又自函谷關、太谷、廣城、伊闕、轘轅、旋門、孟津、小平津等各關口，設置都尉駐防；下詔各地嚴防，命各州郡準備作戰、訓練士兵、整點武器、召集義軍，如劉備就受到商人張世平、蘇雙資助組織義軍。時中常侍呂強言於漢靈帝說：「黨錮久積，若與黃巾合謀，悔之無救。」（黨錮之禍積怨日久，若果與黃巾合謀，恐怕已經無救了。）漢靈帝接納提案，在壬子日（4月5日）大赦黨人，發還各被流放的罪犯，要求各公卿捐出馬、弩、兵器，推舉眾將領門第的子弟及民間有深明戰略的人到公車署接受面試。
而另一方面又發精兵鎮壓各地舉事：盧植領副將宗員率北軍五校士負責北方戰線，與張角主力周旋；皇甫嵩及朱儁各領一軍，控制五校、三河騎士及剛募來的精兵勇士共四萬多人，討伐潁川一帶的黃巾軍，朱儁又上表召募下邳的孫堅為佐軍司馬，帶同鄉里少年及募得各商旅和淮水、泗水精兵，共千多人出發與朱儁軍連軍。於甲子日（4月17日），張曼成攻殺南陽郡守褚貢，響應張角。
官兵在首戰並未得利，於四月，朱儁軍就被黃巾軍波才所敗而撤退，皇甫嵩唯有進駐長社防守，被波才率大軍圍城，官軍人少，士氣低落。又汝南黃巾軍在邵陵打敗太守趙謙，廣陽黃巾軍殺死幽州刺史郭勳及太守劉衛。

### 反击
五月，漢靈帝見皇甫嵩被圍，派骑都尉曹操率軍救援。不過援軍未到時，皇甫嵩已心生一計，在傍晚時份吹起大風，皇甫嵩命士兵手持火把暗暗出城，利用黃巾軍營寨周圍的雜草，火攻黃巾，大呼進攻，城上亦舉出火把響應，皇甫嵩以鼓助戰，衝入敵陣，大破敌軍，黃巾軍大亂，四處奔走。又遇上曹操的援軍，被皇甫嵩、朱儁和曹操三面夾擊，屠殺數萬人，官軍勝。
六月，南陽太守秦頡與張曼成戰鬥，斬殺了張曼成。黃巾軍便改以趙弘為帥，以十餘萬人佔據宛城。而皇甫嵩與朱儁軍繼續進擊汝南、陳國的黃巾軍，追擊波才到陽翟，最後在西華大敗彭脫，餘軍想逃到宛城，但孫堅登城先入，眾人蟻附般推進，大破敵軍，成功討平豫州一帶的黃巾軍。另一方面，盧植數戰間大破張角，斬殺萬多人。
張角唯有撤到廣宗，盧植建築攔擋、挖掘壕溝，製造雲梯，將可攻下城池。正值漢靈帝派小黄门左豐視察軍情，有人勸盧植賄賂左豐，但盧植不肯，左豐便向靈帝上表進讒：「廣宗賊易破耳。盧中郎固壘息軍，以待天誅。」暗示盧植圍賊不攻，意在「養寇自重」。靈帝大怒，用囚車押解盧植回京師。朝廷唯有下詔再重新調動將領：皇甫嵩北上東郡；朱儁則攻南陽的趙弘；而以董卓代替盧植。而同樣宗教形式的五斗米道在巴郡叛變，領導人「天師」張修則亦在起兵攻打郡縣，但未受到靈帝重視。

### 剿滅餘敌
朱儁與荊州刺史徐璆及秦頡共一萬八千兵圍攻趙弘，但六月至八月也不能攻克，京師有奏議徵朱儁回師，幸而張溫上表說情，靈帝才未行。但消息传开，朱儁急迫，进攻趙弘，趙弘被殺，由韓忠代替。朱儁又因兵力不足，便擴大防圍、建築陣壘，堆砌土山觀望城內。朱儁軍鳴鼓攻打西南，黃巾軍注意力被引開，朱儁則親率五千精兵掩殺東北，偷襲敵人後方，攻入城池，韓忠唯有退保內城。
黃巾軍受挫，士氣低迷，向官軍投降。張超、徐璆和秦頡都認為可以接受，但朱儁認為如接受的話，會給百姓有利則為賊，無利则乞降的錯誤觀念，便不接受並急攻，可是數戰不克，朱儁登上土山觀望城内情势，明白黃巾军投降不成且毫无退路，唯有拼死一戰，所以未能攻克。朱儁便解開圍軍，韓忠果然出戰，被朱儁大破，朱儁向北追擊韓忠數十里，斬殺萬多人，韓忠投降，而秦頡对韓忠积怨已久，便將他殺死。這舉動反令黃巾餘黨不安，又推孙夏（《演義》改名為“孫仲”）為帥，据守宛城内城。朱儁再次急攻，十一月癸巳日（185年1月11日）黃巾軍敗走，官軍追至西鄂精山，又被大破，斬殺孙夏及萬多人，黃巾軍解散，宛城一帶平定。中平二年（185年）春季，班師回雒陽。
另一方面，皇甫嵩八月到達東郡倉亭，大破、生擒卜巳，斬殺七千多人。而董卓進攻張角不成功，無功而還，靈帝便在乙巳日（9月20日）要求皇甫嵩繼續北上。不過，張角已經病死，在十月於廣宗便和張梁戰鬥，張梁軍多势強，於首戰不能攻克。在明日，皇甫嵩閉營與士兵休息，另一方面派人觀察敵軍舉動，黃巾軍戰意顿时鬆懈，皇甫嵩便乘夜率兵，在黎明時份突襲敵陣，戰至下午，成功大破敵軍，斬殺張梁及三萬多人，逃走時溺死於河水中的也有五萬多人，焚燒車輜三萬多輛，虜獲人數甚多。而張角則被破棺戮屍，運首級回京師。十一月，皇甫嵩與鉅鹿太守郭典攻打下曲陽，成功斬殺張寶，俘虜十多萬人。黃巾之亂暫平息。

## 結果
起義雖被平息，但漢室威信遇上一次嚴重的打擊，然而漢靈帝并未洗心革面，反而繼續享樂。於各地還不斷發生小型暴亂，產生許多分散的勢力，包括黑山、白波、黃龍、左校、青牛角、五鹿、羝根、李大目、左髭丈八、苦蝤、劉石、平漢、大洪、白繞、司隸、緣城、羅市、雷公、浮雲、飛燕、白爵、楊鳳、于毒等，勢力大的二三万人，勢力小的也有六七千人（估计还有30万人）。而由飛燕率领的黑山軍，甚至号称从者百万。
汉灵帝中平五年（188年），黃巾餘軍死灰復燃，紛紛起事。二月，郭泰等於西河白波谷起事，攻略太原郡、河東郡等地。四月，汝南郡葛陂黃巾軍再起，攻沒郡縣。十月，青州、徐州黃巾軍又起，攻略郡縣。十一月，漢廷派遣鮑鴻進討聲勢最大的葛陂黃巾軍，雙方大戰於葛陂，鮑鴻軍敗。黃巾各部此伏彼起，聲勢雖然沒有第一次黃巾之亂般盛，但卻令漢靈帝十分頭痛。
為了有效平定民變，於中平五年（188年）三月，靈帝接受太常劉焉的建議，將部份刺史改為州牧，由宗室或重臣擔任，讓其擁有地方軍、政之權，以便事權合一，加強地方政權的實力，更易控制地方，有效進剿黃巾餘黨。而正因漢靈帝下放權力，助長地方軍擁兵自重，導致董卓討伐戰後各群雄互相攻擊，逐鹿中原，甚至東漢皇帝在軍閥手中如同無物，所以黃巾起義是促使東漢滅亡的導火線，也是三國時代的序幕。雖然如此，舉事仍造就了大赦黨人，令許多文人、官吏得以重新受任。

## 影响
在組成三十六方、確定起事日期上，張角的確為黃巾軍起了领衔作用，但後來卻失去了這種有計劃性的行動。他們並沒有統一的指揮，張角雖是太平道的领袖，卻只在冀州轉戰，沒有為其他軍團作調控，沒有同一目標，只是佔地死守或四處搶劫。加上當友军有難時，各軍都不會相救，官軍利用此缺點予以各个擊破。雖然黃巾之乱，令天下震動，但由于其自身的缺陷，黃巾軍终未能推翻漢朝，反被殲滅。
黃巾之亂對於東漢晚期的政局有深刻影響。为了有效平定叛亂，朝廷对暴动频发和集中的刺史监察区改置州牧，延缓了黃巾之亂对全國的蔓延，起到了減緩東漢结束的作用。董卓掌權后，地方手握重兵的刺史和太守集體反叛中央朝廷，為東漢晚期軍閥鏖戰揭開序幕，史稱州牧割據，是三國分立的遠因。

## 评价
「苍天已死，黄天当立」口号的提出，对儒家三纲五常的说教，是一次不小的打击。东汉朝廷的統治受到衝擊，加速了漢朝的衰亡。黃巾起義，是亂世的發端，為日後諸侯割據，群雄紛爭埋下了伏筆。

### 評語
- 魏晉人物王沈《魏書》：漢行已盡，黃家當立，天之大運，非君才力所能存也。

## 重要參戰人物
| - 東漢皇帝劉宏 - 大將軍何進 - 北海相孔融 - 令史边让 - 府掾王朗、韩卓 - 议郎赵岐 - 司马范曾 - 光禄勋刘宽、桓典 - 北中郎將盧植 - 東中郎將董卓 - 鉅鹿郡太守郭典 - 左中郎將皇甫嵩 - 扬武校尉陶谦 - 騎都尉曹操 - 骑都尉臧霸 - 信都令阎忠 - 右中郎將朱儁 - 護軍司馬傅燮 - 佐軍司馬孫堅 - 別部司馬張超 - 荊州刺史徐璆 - 南陽郡太守褚貢（戰死） - 南阳太守秦颉 - 盧江郡太守羊續 - 幽州刺史郭勳（戰死） - 破虜校尉鄒靖 - 義兵劉備、關羽、張飛、牵招、简雍 - 廣陽郡太守劉衞（戰死） - 汝南郡太守趙謙 - 功曹封觀（戰死） - 主簿陳端（戰死） - 門下督范仲禮（戰死） - 賊曹劉偉德（戰死） - 主記史丁子嗣（戰死） - 記室史張仲然（戰死） - 議生袁祕（戰死） - 豫州刺史王允 - 陈王刘宠 | - 張角（病死） - 張梁（被斬殺） - 張寶（被斬殺） - 張曼成（被斬殺） - 趙弘（被斬殺） - 韓忠（被斬殺） - 孫夏（被斬殺） - 馬元義（被車裂） - 唐周（向东汉政府告密） - 波才（被斬殺） - 彭脫（被斬殺） - 卜巳、張伯、梁仲寧（被生擒） - 中平元年之后出现的黄巾军首领 - 汝南、潁川黃巾：何儀、黃邵、劉辟、何曼、龔都、吴霸 - 青州黃巾：管亥、徐和、司馬俱、管承 - 益州黃巾：馬相、趙祗、王饒、趙播 - 揚州黃巾：吴桓、张饶、萬秉、陳敗、陈宝 - 兗州黃巾：王度 - 白波軍：郭泰、杨奉、韩暹、胡才、李乐 |

## 三國演義
在小說《三國演義》中的第一回「宴桃園豪傑三結義　斬黃巾英雄首立功」便是描寫此次事件。當中黃巾軍將領程遠志、鄧茂、裴元紹、高昇等人皆屬虛構，孫夏被誤名為孫仲，廖化依三國志紀載的逝世年齡為70-79歲推算，生年應在185年～193年之間，184年時不到10歲的廖化應不可能參與黃巾之亂，即便可能參與也只是動亂結束多年後各地流竄的殘餘勢力，亦或是參與黃巾之亂的廖化為同名同姓的另一人。

### 引用
1. ↑  《续汉书》志第二十八百官五刘昭注：至孝灵在位，横流既及，刘焉徼伪，自为身谋，非有忧国之心，专怀狼据之策，抗论昏世，荐议愚主，盛称宜重牧伯，谓足镇压万里，挟奸树算，苟罔一时，岂可永为国本，长期胜术哉？夫圣主御世，莫不大庇生民，承其休谋，传其典制。犹云事久獘生，无或通贯，故变改正服，革异质文，分爵三五，参差不一。况在竖呆之君，挟奸诈之臣，共所创置，焉可仍因？大建尊州之规，竟无一日之治。故焉牧益土，造帝服于岷、峨；袁绍取冀，下制书于燕、朔；刘表荆南，郊天祀地；魏祖据兖，遂构皇业：汉之殄灭，祸源乎此。
2. ↑  ISBN 7108015293 
单击这里添加你的引用。如果你仍在编辑主页面文章，你可能需要在一个新窗口打开。
3. ↑  ISBN 7532540278 
单击这里添加你的引用。如果你仍在编辑主页面文章，你可能需要在一个新窗口打开。
4. ↑  黎东方. . . 上海: 上海人民出版社. 2000  [2013-01-15]. ISBN 7-208-03442-7. （原始内容存档于2019-09-03）. 东汉末年的“黄巾之乱”，是中国历史上若干次的失败的农民革命之一。
5. ↑  . 沪江中学学科网.   [2013-01-15]. （原始内容存档于2014-02-01）.
6. ↑  统治腐朽 的存檔，存档日期2015-09-23. 中华文化信息网
7. ↑  崔寔《政论》
8. ↑  東漢末年在全國13州104郡縣及封國之上下設置，魏郡屬於冀州。
9. ↑  .   [2022-01-03]. （原始内容存档于2022-02-27）.
10. ↑  .   [2022-01-03]. （原始内容存档于2022-02-27）.
11. ↑  《後漢書·皇甫嵩傳》：“中平元年，大方馬元義等先收荊．揚數萬人，期會發於鄴。元義數往來京師，以中常侍封諝．徐奉等為內應，約以三月五日內外俱起。未及舉事，而張角弟子濟南唐周上書告之，於是車裂元義於洛陽。靈帝以周章下三公．司隸，使鉤盾令周斌將三府椽屬，案驗宮省直衛及百姓有事角道者，誅殺千餘人，推考冀州，逐補角等。”
12. ↑  《魏志·陶謙傳》
13. ↑  《後漢書·孝靈帝紀》作“庚子日”，但據兩千年中西曆換算[永久]，此月丙午朔，無庚子日，誤，今從《三國志·吳志·孫破虜堅傳》。
14. ↑  《后汉书·朱俊传》：“（韩忠）馀众惧不自安，复以孙夏为帅，还屯宛中。俊急攻之。夏走，追至西鄂精山，又破之。复斩万余级，贼遂解散。”
15. ↑  《三国志·张燕传》裴注引《典略》，作“张雷公”。
16. ↑  《后汉书·朱儁传》
17. ↑  後漢書（卷八）：「南陽黃巾張曼成攻殺郡守褚貢。」
18. 1 2  後漢書（卷八）：「廣陽黃巾殺幽州刺史郭勳及太守劉衞。」
19. ↑  後漢書（卷四十五）：「黃巾起，（袁）祕從太守趙謙擊之，軍敗，祕與功曹封觀等七人以身扞刃，皆死於陳，謙以得免。詔祕等門閭號曰「七賢」」。；又謝承書註：「封觀與主簿陳端、門下督范仲禮、賊曹劉偉德、主記史丁子嗣、記室史張仲然、議生袁祕等七人擢刃突陳，與戰並死」